# Gianni Statera
Gianni Statera (Roma, 27 novembre 1943 – Roma, 1º maggio 1999) è stato un sociologo italiano.

## Biografia
Ebbe come relatore di laurea Franco Ferrarotti presso la facoltà di Lettere e Filosofia della Sapienza di Roma.
Nello stesso ateneo, dove ha insegnato Metodologia e tecnica della Ricerca sociale e Sociologia delle relazioni internazionali, fu il primo preside della facoltà di Sociologia, fondata nel 1991.
Inoltre era direttore dell'Osservatorio di sociologia elettorale e della rivista Sociologia e ricerca sociale.
Fratello del giornalista Alberto Statera, è stato sposato dal 1983 con la giornalista Alda D'Eusanio.

## Opere
- Metodologia e tecnica della ricerca sociale
- La conoscenza sociologica
- Logica dell'indagine scientifico- sociale
- Introduzione alla sociologia della comunicazione di massa
- La politica spettacolo (Mondadori 1986)
- Il volto seduttivo del potere. Berlusconi, i media, il consenso (Edizioni Seam 1994)